# Władysław Powierza

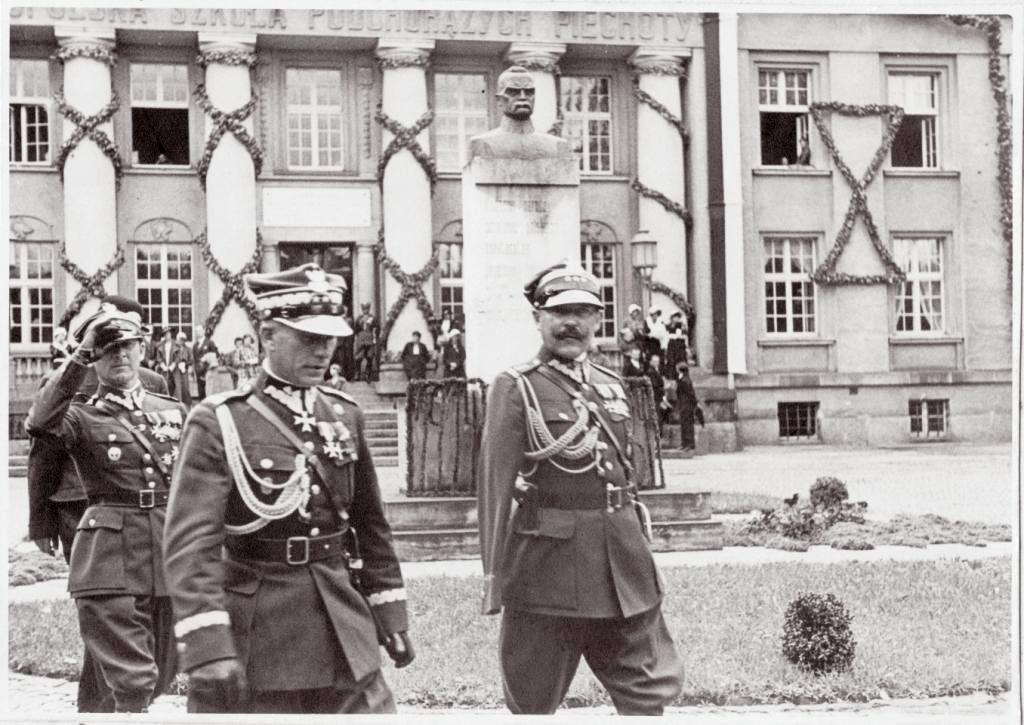
Promocja w Szkole Podchorążych dla Podoficerów w Bydgoszczy w 1934 r. Płk Władysław Powierza pierwszy z lewej

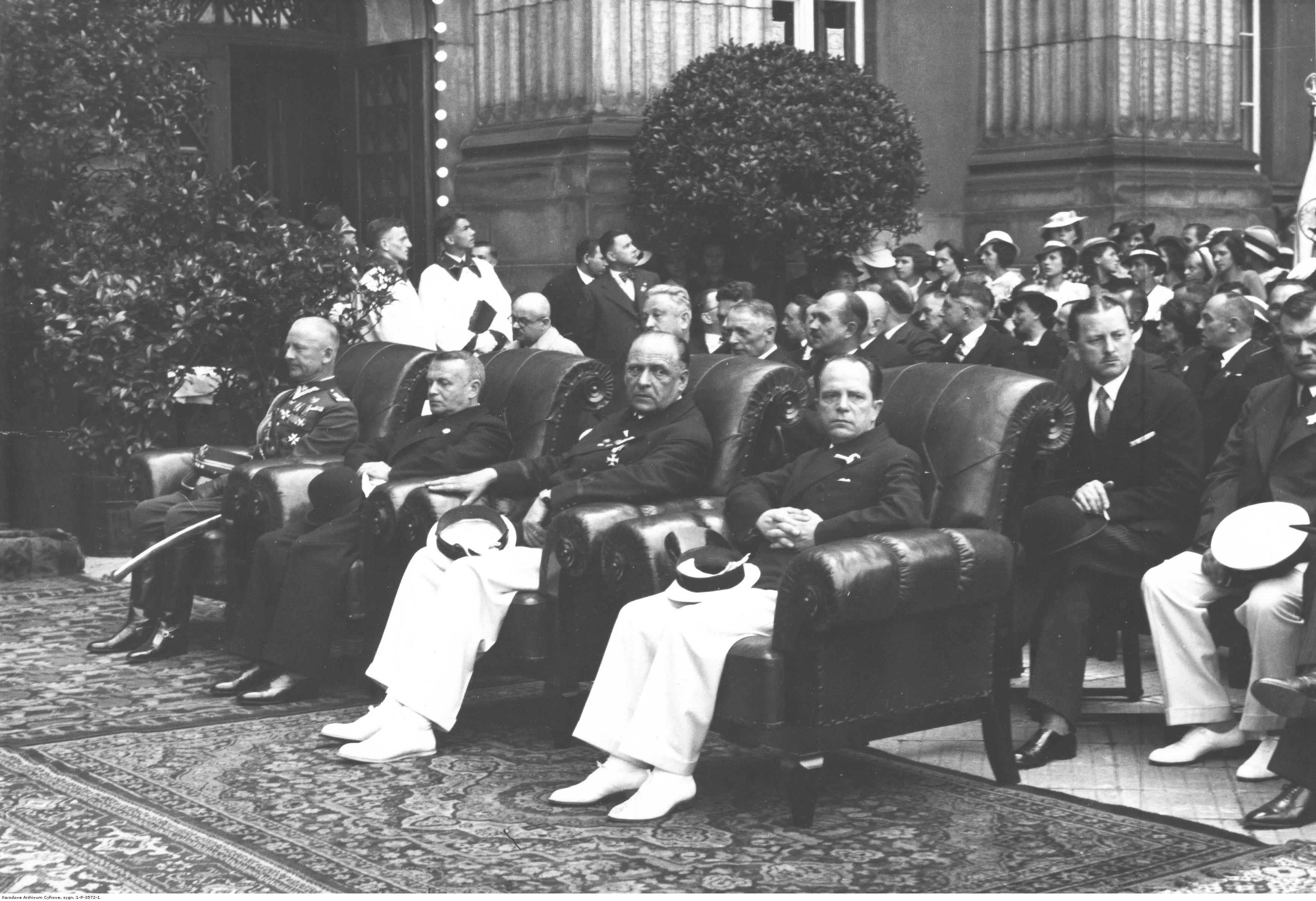
Obchody Święta Morza w Katowicach w 1937 r. - Msza Św. Płk Władysław Powierza siedzi pierwszy z lewej

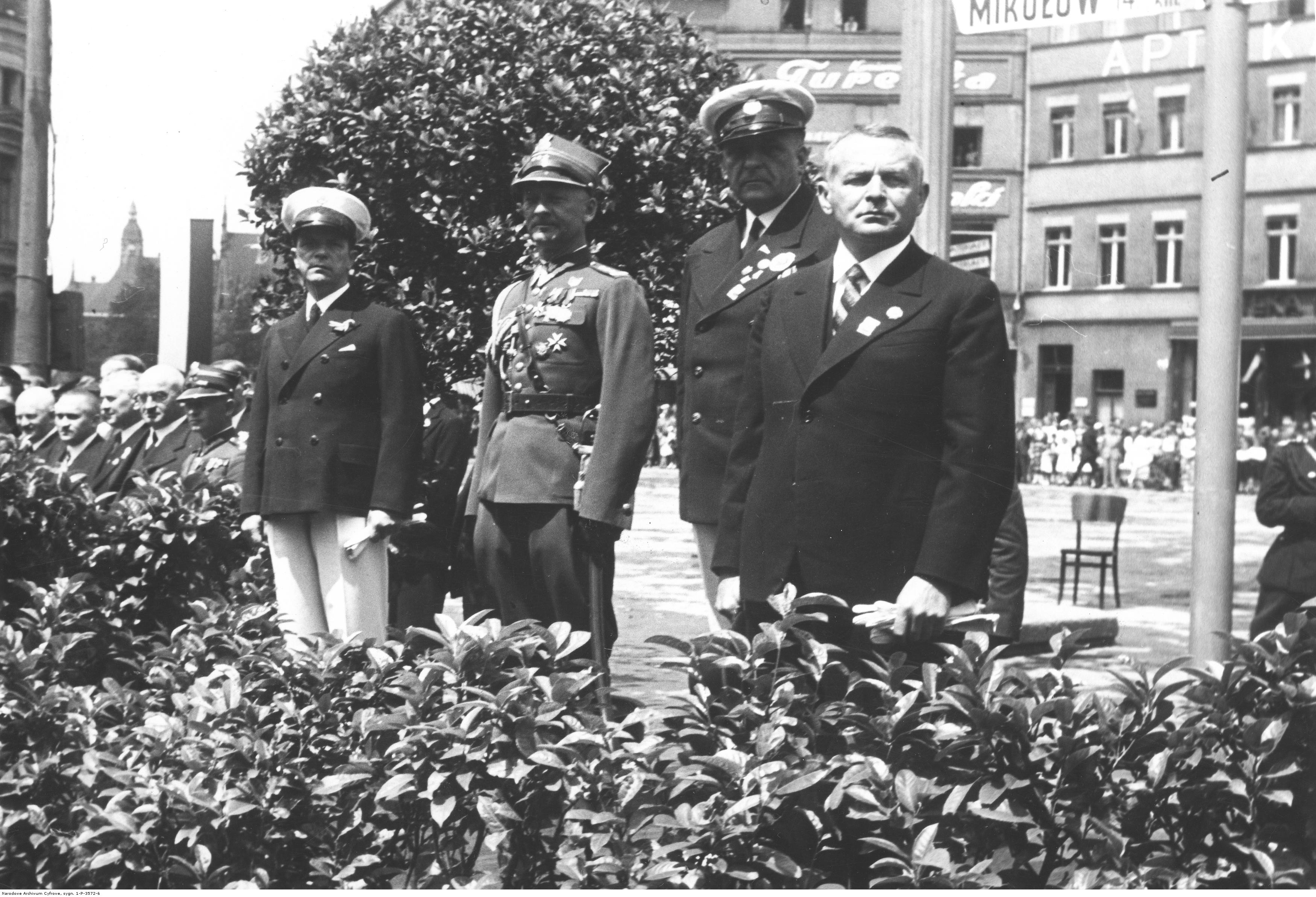
Obchody Święta Morza w Katowicach - płk Władysław Powierza drugi z lewej

Władysław Paweł Powierza (ur. 11 sierpnia 1891 w majątku Wilkowo pod Wysokiem Mazowieckiem, zm. 17 grudnia 1975 w Penrhos, Walia) – pułkownik dyplomowany piechoty Wojska Polskiego i Polskich Sił Zbrojnych, w 1964 mianowany przez władze RP na uchodźstwie generałem brygady.

## Życiorys
Studiował rolnictwo w Warszawie. Wcielony do armii rosyjskiej. W czasie I wojny światowej walczył na froncie niemieckim. W latach 1917–1918 służył w 3 Dywizji Strzelców Polskich w Rosji.
Od listopada 1918 w Wojsku Polskim. Początkowo w sztabie Dywizji Litewsko-Białoruskiej. Od 1 maja do 7 czerwca 1919 roku był słuchaczem II Kursu Adiutantów w Warszawie, a od 16 czerwca do 30 listopada 1919 roku słuchaczem I Kursu Wojennej Szkoły Sztabu Generalnego w Warszawie. W okresie grudzień 1919 – kwiecień 1920 służył w Sekcji „Wschód” Oddziału III Sztabu Generalnego, kwiecień – czerwiec 1920 oficer łącznikowy w Sztabie Naczelnego Wodza, czerwiec – sierpień 1920 szef sztabu 1 Dywizji Litewsko-Białoruskiej. 19 sierpnia 1920 roku został zatwierdzony z dniem 1 kwietnia 1920 roku w stopniu kapitana, w piechocie, w grupie oficerów byłych Korpusów Wschodnich i byłej armii rosyjskiej. Od października 1920 roku pełnił obowiązki szefa sztabu, a następnie szefa Oddziału IV i kwatermistrza I Korpusu Wojsk Litwy Środkowej.
W okresie marzec – maj 1921 szef sztabu 2 Dywizji Litewsko-Białoruskiej. Maj 1921 – październik 1922 szef sztabu 29 Dywizji Piechoty w Grodnie, a następnie dowódca batalionu 81 pułku piechoty w Grodnie. 3 maja 1922 roku został zweryfikowany w stopniu majora ze starszeństwem z dniem 1 czerwca 1919 roku i 388. lokatą w korpusie oficerów piechoty. W latach 1922–1923 był słuchaczem Kursu Doszkolenia Wyższej Szkoły Wojennej w Warszawie. Z dniem 15 października 1923 roku, po ukończeniu kursu i otrzymaniu dyplomu naukowego oficera Sztabu Generalnego, został szefem sztabu Obozu Warownego „Wilno”. Na tym stanowisku współpracował z generałem brygady Hugonem Griebsch, ówczesnym komendantem obozu i jego zastępcą, pułkownikiem Stefanem Pasławskim. 1 grudnia 1924 roku został awansowany na podpułkownika ze starszeństwem z dniem 15 sierpnia 1924 roku i 105. lokatą w korpusie oficerów piechoty.
1 września 1926 roku został przeniesiony do składu osobowego inspektora armii, generała dywizji Wacława Fary z siedzibą w Wilnie na stanowisko I oficera sztabu. 31 października 1927 roku został przeniesiony do 20 pułku piechoty w Krakowie na stanowisko dowódcy I batalionu. 26 kwietnia 1928 roku został przeniesiony do 85 pułku piechoty w Nowej Wilejce na stanowisko zastępcy dowódcy pułku. 21 stycznia 1930 roku został przeniesiony do 62 pułku piechoty w Bydgoszczy na stanowisko dowódcy pułku. 10 grudnia 1931 roku został awansowany na pułkownika ze starszeństwem z dniem 1 stycznia 1932 roku i 12. lokatą w korpusie oficerów piechoty. W październiku 1936 roku został mianowany dowódcą piechoty dywizyjnej 23 Dywizji Piechoty w Katowicach. We wrześniu 1939 roku dowódca 23 Dywizji Piechoty. Walczył w składzie Grupy Operacyjnej „Śląsk”.
Po kampanii wrześniowej w niewoli niemieckiej. Był osadzony w Oflagu VII A Murnau, gdzie pełnił funkcję protektora Funduszu Pomocy Internowanym. Po uwolnieniu z niewoli w lipcu 1945 roku II zastępca dowódcy 3 Dywizji Strzelców Karpackich w 2 Korpusie Polskim we Włoszech, potem w Wielkiej Brytanii.
W 1947 roku, po demobilizacji, osiadł w Walii. Pracował nad dokumentowaniem udziału Polaków w II wojnie światowej. W 1964 lub 1965 roku Prezydent RP August Zaleski mianował go generałem brygady.
Zmarł 17 grudnia 1975 w Penrhos w wyniku obrażeń ciała doznanych w następstwie wypadku drogowego. Został pochowany na cmentarzu w Pwllheli (hrabstwo Caernarfonshire, Walia).

## Ordery i odznaczenia
- Krzyż Złoty Orderu Wojennego Virtuti Militari
- Krzyż Srebrny Orderu Wojennego Virtuti Militari nr 11957[13]
- Krzyż Oficerski Orderu Odrodzenia Polski
- Krzyż Kawalerski Orderu Odrodzenia Polski (9 listopada 1931)[14]
- Krzyż Walecznych (czterokrotnie)
- Złoty Krzyż Zasługi (24 maja 1929)[15]
- Medal Niepodległości (16 marca 1933)[16][17]
- Krzyż Zasługi Wojsk Litwy Środkowej[18]
- Medal Pamiątkowy za Wojnę 1918–1921
- Medal Dziesięciolecia Odzyskanej Niepodległości
- Odznaka Pamiątkowa Generalnego Inspektora Sił Zbrojnych (12 maja 1936)